# Actinotia trafulensis
Actinotia trafulensis là một loài bướm đêm trong họ Noctuidae.